# المناهج التعليمية المفتوحة لمعهد ماساتشوستس للتكنولوجيا
المناهج التعليمية المفتوحة لمعهد ماساتشوستس للتكنولوجيا (MIT OpenCourseWare) هي مبادرة من معهد ماساتشوستس للتكنولوجيا لنشر جميع المواد التعليمية من الدورات التدريبية على مستوى البكالوريوس والدراسات العليا عبر الإنترنت، وهي متاحة مجانًا وبشكل مفتوح لأي شخص في أي مكان. تم الإعلان عن المشروع في 4 أبريل 2001،  ويستخدم ترخيص المشاع الإبداعي. تم تمويل البرنامج في الأصل من قبل مؤسسة ويليام وفلورا هيوليت ومؤسسة أندرو دبليو ميلون ومعهد ماساتشوستس للتكنولوجيا. البرنامج مدعوم من قبل معهد ماساتشوستس للتكنولوجيا والاكتتاب المؤسسي والهدايا الرئيسية والتبرعات من زوار الموقع. ألهمت المبادرة عددًا من المؤسسات الأخرى لإتاحة مواد دوراتها كمصادر تعليمية مفتوحة.
اعتبارًا من مايو 2018، تم توفير أكثر من 2400 دورة عبر الإنترنت. في حين أن عددًا قليلاً من هذه كانت مقتصرة على قوائم القراءة مرتبة ترتيبًا زمنيًا وموضوعات المناقشة، قدمت الغالبية مشاكل وامتحانات الواجبات المنزلية (غالبًا مع حلول) وملاحظات المحاضرات. تضمنت بعض الدورات أيضًا عروض ويب تفاعلية بلغة جافا، وكتبًا دراسية كاملة كتبها أساتذة معهد ماساتشوستس للتكنولوجيا، ومحاضرات فيديو.
اعتبارًا من مايو 2018، تضمنت 100 دورة محاضرات فيديو كاملة. كانت مقاطع الفيديو متاحة في وضع البث، ولكن يمكن أيضًا تنزيلها لعرضها في وضع عدم الاتصال. كانت جميع ملفات الفيديو والصوت متاحة أيضًا من يوتيوب وآي تيونز وأرشيف الإنترنت.

## المشروع

### تاريخ
نشأ مفهوم البرنامج عن مجلس معهد ماساتشوستس للتكنولوجيا لتكنولوجيا التعليم، والذي كلفه عميد معهد ماساتشوستس للتكنولوجيا روبرت براون في عام 1999 بتحديد كيفية وضع معهد ماساتشوستس للتكنولوجيا لنفسه في بيئة التعلم عن بعد / التعلم الإلكتروني. تم إطلاق البرنامج بعد ذلك لتقديم نموذج جديد لنشر المعرفة والتعاون بين العلماء في جميع أنحاء العالم، ويساهم في «المشاعات الفكرية المشتركة» في الأوساط الأكاديمية، مما يعزز التعاون عبر معهد ماساتشوستس للتكنولوجيا وبين العلماء الآخرين. قاد المشروع الأساتذة ديك كي بي يو، وشيجيرو مياغاوا، وهال أبيلسون، وغيرهم من أعضاء هيئة التدريس في معهد ماساتشوستس للتكنولوجيا.
لم يكن التحدي الرئيسي في تنفيذ المبادرة هو مقاومة أعضاء هيئة التدريس، بل التحديات اللوجستية المقدمة من خلال تحديد الملكية والحصول على إذن النشر للكمية الهائلة من العناصر المحمية بحقوق الطبع والنشر المضمنة في مواد الدورة التدريبية لأعضاء هيئة التدريس في معهد ماساتشوستس للتكنولوجيا، بالإضافة إلى الوقت والجهد الفني اللازمين لتحويل المواد التعليمية إلى تنسيق عبر الإنترنت  تظل حقوق الطبع والنشر للمواد مع معهد ماساتشوستس أو أعضاء هيئة التدريس أو طلابها.
في سبتمبر 2002، افتتح موقع البرنامج التجريبي لإثبات المفهوم للجمهور، حيث قدم 32 دورة تدريبية. في سبتمبر 2003، قام معهد ماساتشوستس للتكنولوجيا بنشر دورته رقم 500، بما في ذلك بعض الدورات مع محاضرات فيديو متدفقة كاملة. بحلول سبتمبر 2004، كانت 900 دورة في معهد ماساتشوستس للتكنولوجيا متاحة عبر الإنترنت.
في عام 2005، قام معهد ماساتشوستس للتكنولوجيا وغيره من مشاريع الموارد التعليمية المفتوحة بتشكيل اتحاد مناهج التدريس المفتوحة، الذي يسعى إلى توسيع نطاق وتأثير مواد الدورة المفتوحة، وتعزيز مواد الدورة المفتوحة الجديدة وتطوير نماذج مستدامة لنشر مواد الدورة التدريبية المفتوحة.
في عام 2012، أطلقت جامعة هارفارد ومعهد ماساتشوستس للتكنولوجيا إيديكس، وهو مزود دورة تدريبية مفتوحة على الإنترنت (MOOC) لتوفير فرص التعلم عبر الإنترنت للجمهور.

### تقنية
تم تقديم المحتوى في الأصل من خلال نظام إدارة محتوى مخصص يعتمد على خادم إدارة المحتوى من مايكروسوفت، والذي تم استبداله في منتصف عام 2010 بنظام إدارة محتوى قائم على بلون. وصف معهد ماساتشوستس للتكنولوجيا عملية النشر على أنها «تتكون البنية التحتية للنشر الرقمي على نطاق واسع من أدوات التخطيط ونظام إدارة المحتوى والبنية التحتية لتوزيع محتوى البرنامج».
كان محتوى الفيديو للدورات التدريبية في الأساس بتنسيق RealMedia. في عام 2008، انتقل البرنامج إلى استخدام يوتيوب كنظام أساسي لتدفق الفيديو الرقمي للموقع. يتم أيضًا توفير ملفات الفيديو والصوت بالكامل للتنزيل في وضع عدم الاتصال على آي تونز وأرشيف الإنترنت.

### التمويل
اعتبارًا من عام 2013، بلغت التكلفة السنوية للتشغيل حوالي 3.5 مليون دولار. في عام 2011، «كان هدف معهد ماساتشوستس للتكنولوجيا للعقد القادم [هو] زيادة وصولنا إلى عشرة أضعاف» وتأمين التمويل لذلك.

## روابط خارجية
- الموقع الرسمي